# Paul Bernays
Paul Bernays (17. října 1888, Londýn – 18. září 1977, Curych) byl matematik švýcarského původu.

## Život
Rodina Paula Bernayse žila v době jeho dětství a dospívání postupně v Londýně, v Paříži a v Berlíně, kde také mladý Paul vystudoval gymnázium.
Po studiu na Berlínské univerzitě a na univerzitě v Göttingenu, kde byl mimo jiné žákem David Hilberta, nastoupil jako asistent Ernsta Zermela na univerzitě v Curychu. Po odchodu Zermela v roce 1916 zde přebírá jeho výuku základů matematiky.
V roce 1917 se na pozvání Hilberta vrací do Göttingenu jako Hilbertův asistent a v roce 1922 je zde jmenován mimořádným profesorem. V roce 1933 přichází o místo na univerzitě v důsledku sílících protižidovských represí v nacistickém Německu a po několika měsících, kdy pracoval jako soukromý Hilbertův asistent, se vrací do Curychu, kde s drobnými přestávkami žije až do své smrti.

## Dílo
Paul Bernays je znám především jako spoluautor Hilbertovy studie Grundlagen der Mathematik z let 1934 až 1939, která byla pokusem o vystavění celé matematiky čistě s využitím predikátové logiky a jazyka teorie množin.

Jeho aplikace výsledků Ernsta Zermela na klasické von Neumannovo pojetí teorie tříd je dnes známo pod označením von Neumann-Gödel-Bernaysova teorie množin a patří spolu se Zermelo-Fraenkelovou axiomatikou k nejčastěji používaným axiomatickým soustavám teorie množin.